# Krigsåret 1847

## Pågående krig
- Andra carlistkriget (1847-1849)[1]
  - Spanien på ena sidan
  - Karlister på andra sidan

- Kaukasiska kriget (1817-1864)
  - Imanatet Kaukasus på ena sidan
  - Ryssland på andra sidan

- Mexikanska kriget (1846-1848)[2]
  - Mexiko på ena sidan.
  - USA på andra sidan.

- Nyzeeländska krigen (1845-1872)
  - Brittiska imperiet på ena sidan.
  - Maori på andra sidan.

- Sonderbundkriget (1847)